# Acria (geslacht)
Acria is een geslacht van vlinders van de familie sikkelmotten (Oecophoridae), uit de onderfamilie Depressariinae.

## Soorten
- A. amphorodes Meyrick, 1923
- A. ceramitis Meyrick, 1908
- A. emarginella (Donovan, 1804)
- A. eulectra Meyrick, 1908
- A. gossypiella Shiraki
- A. malacolectra Meyrick, 1930
- A. obtusella (Walker, 1864)
- A. psamatholeuca Meyrick, 1930
- A. sciogramma Meyrick, 1915
- A. xanthosaris Meyrick, 1908